# Taylor Townsendová
Taylor Townsendová (* 16. dubna 1996 Chicago) je americká profesionální tenistka. Od července 2025 je světovou jedničkou ve čtyřhře jako padesátá v pořadí, třináctá Američanka a první matka od založení deblového žebříčku WTA. Na grandslamu zvítězila s Kateřinou Siniakovou ve čtyřhře Wimbledonu 2024 a Australian Open 2025. Jako finalistka skončila s McNallyovou na US Open 2022 a po boku Fernandezové na French Open 2023. Finále si zahrála také s Youngem v mixu US Open 2024. Ve své dosavadní kariéře získala na okruhu WTA Tour deset deblových titulů. V sérii WTA 125 si připsala dvě deblová vítězství. V rámci okruhu ITF získala dvanáct titulů ve dvouhře a sedmnáct ve čtyřhře. V juniorské kategorie vyhrála čtyři grandslamy, dvouhru Australian Open 2012 a tři debly.
Na žebříčku WTA byla nejvýše ve dvouhře klasifikována v srpnu 2024 na  46. místě a ve čtyřhře pak v červenci 2025 na 1. místě. Trénuje ji John Williams. Dříve tuto roli plnili Zina Garrisonová, Kathy Rinaldiová a Donald Young starší. Na juniorském kombinovaném žebříčku ITF figurovala nejvýše v dubnu 2012 na 1. místě. Jako první Američanka od roku 1982, a Gretchen Rushové, zakončila juniorskou sezónu na pozici světové jedničky, čímž se stala juniorskou mistryní světa.
V americkém týmu Billie Jean King Cupu debutovala v roce 2015 čtvrtfinále druhé světové skupiny proti Argentině, v němž vyhrála čtyřhru s Coco Vandewegheovou. Američanky zvítězily 4:1 na zápasy. Do září 2025 v soutěži nastoupila k šesti mezistátním utkáním s bilancí 1–0 ve dvouhře a 4–2 ve čtyřhře.

## Juniorská kariéra

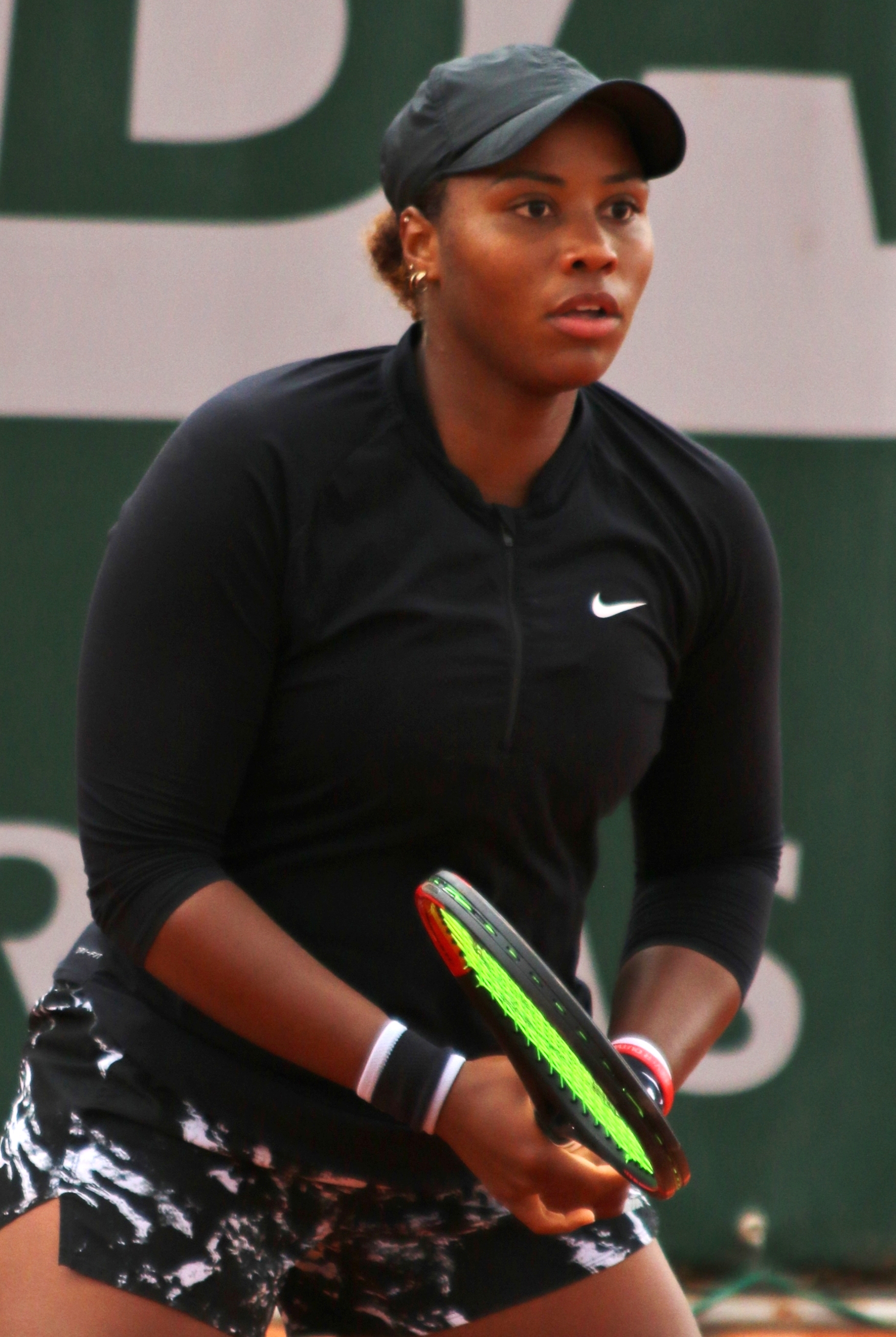
Během French Open 2019

Mezi juniorkami získala na Australian Open 2012 „double“, když po finálové výhře nad Ruskou Julií Putincevovou získala singlový titul a druhý přidala s krajankou Gabriellou Andrewsovou ze čtyřhry. Následovala deblová trofej z Wimbledonu 2012, kterou si odvezla s Kanaďankou Eugenií Bouchardovou a opět s Andrewsovou dobyly také čtyřhru na US Open 2012. Z boje o wimbledonský titul 2013 odešla poražena, když nestačila na švýcarskou juniorku Belindu Bencicovou.
Bodový zisk jí poprvé v kombinovaném žebříčku ITF zajistil vedení 24. června 2012. Na čele pak zakončila i celou sezónu a stala se juniorskou mistryní světa ITF 2012.

## Profesionální kariéra
Na US Open 2011 obdržela spolu s Jessicou Pegulaovou divokou kartu do soutěže ženské čtyřhry, v níž vypadly ve 3. kole s třetím nasazeným párem Vania Kingová a Jaroslava Švedovová.
S krajanem Donaldem Youngem si zahrála semifinále smíšené čtyřhry US Open 2014, v němž nestačili na americko-mexický pár Abigail Spearsová a Santiago González ve dvou setech.

## Kontroverze: US Open 2012
Americká tenisová asociace ji požádala, aby vynechala juniorku US Open 2012 pro nadváhu a odmítla jí udělit divokou kartu do kvalifikace či hlavní soutěže ženské dvouhry. Danou výhodu jí rok předtím poskytla. Patrick McEnroe to zdůvodnil slovy: „Naším zájmem číslo jedna je její dlouhodobé zdraví a dlouhodobý vývoj jako hráčky. V mysli máme jeden cíl: Aby hrála na centru Arthura Ashe v hlavní soutěži a bojovala o grandslamové tituly, až na to bude příhodný čas.“ Townsendovou rozhodnutí šokovalo i v souvislosti s faktem, že v dané chvíli byla nejlepší juniorkou světa, když vedla žebříček ITF.
Přístup USTA ostře odsoudily tenistky, včetně Lindsay Davenportové a Martiny Navrátilové. Americký svaz ji na turnaji nejdříve odmítl uhradit výdaje, čímž si start v juniorské dvouhře zaplatila sama. Ve čtvrtfinále byla vyřazena Estonkou Anett Kontaveitovou. Následně se svaz rozhodl výlohy proplatit a Patrick McEnroe to vysvětlil špatnou komunikací. Po kontroverzi ukončila spolupráci s trenéry svazu. Začala ji koučovat bývalá světová čtyřka Zina Garrisonová. Na její přípravě se také podílel Kamau Murray, s nímž se již střetla v šesti letech.

## Soukromý život
Narodila se roku 1996 v illinoiském Chicagu do rodiny Garyho a Sheily Townsendových, působících v administrativě střední školy. V březnu 2021 se jí narodil syn Adyn Aubrey. Starší sestra Symone Townsendová hrála univerzitní tenis na Floridské zemědělské a strojní univerzitě v Tallahassee.

## Finále na Grand Slamu

### Ženská čtyřhra: 4 (2–2)
| Stav       | rok  | turnaj          | povrch | spoluhráčka         | soupeřky ve finále                    | výsledek           |
| ---------- | ---- | --------------- | ------ | ------------------- | ------------------------------------- | ------------------ |
| Finalistka | 2022 | US Open         | tvrdý  | Caty McNallyová     | Barbora Krejčíková Kateřina Siniaková | 6–3, 5–7, 1–6      |
| Finalistka | 2023 | French Open     | antuka | Leylah Fernandezová | Sie Šu-wej Wang Sin-jü                | 6–1, 6–7(5–7), 1–6 |
| Vítězka    | 2024 | Wimbledon       | tráva  | Kateřina Siniaková  | Gabriela Dabrowská Erin Routliffeová  | 7–6(7–5), 7–6(7–1) |
| Vítězka    | 2025 | Australian Open | tvrdý  | Kateřina Siniaková  | Sie Šu-wej Jeļena Ostapenková         | 6–2, 6–7(4–7), 6–3 |

### Smíšená čtyřhra: 2 (0–2)
| Stav       | rok  | turnaj      | povrch | spoluhráč    | soupeři ve finále               | výsledek      |
| ---------- | ---- | ----------- | ------ | ------------ | ------------------------------- | ------------- |
| Finalistka | 2024 | US Open     | tvrdý  | Donald Young | Sara Erraniová Andrea Vavassori | 6–7(0–7), 5–7 |
| Finalistka | 2025 | French Open | antuka | Evan King    | Sara Erraniová Andrea Vavassori | 4–6, 2–6      |

## Finále Turnaje mistryň

### Čtyřhra: 1 (0–1)
| Stav       | rok  | turnaj                            | povrch    | spoluhráčka        | soupeřky ve finále                   | výsledek |
| ---------- | ---- | --------------------------------- | --------- | ------------------ | ------------------------------------ | -------- |
| Finalistka | 2024 | WTA Finals, Rijád, Saúdská Arábie | tvrdý (h) | Kateřina Siniaková | Gabriela Dabrowská Erin Routliffeová | 5–7, 3–6 |

## Finále na okruhu WTA Tour

### Čtyřhra: 17 (10–7)
| Legenda                                        |
| ---------------------------------------------- |
| Grand Slam (2–2)                               |
| Turnaj mistryň (0–1)                           |
| Premier Mandatory & Premier 5 / WTA 1000 (2–2) |
| Premier / WTA 500 (5–0)                        |
| International / WTA 250 (1–2)                  |

| Stav       | č.  | datum             | turnaj                                | kategorie      | povrch    | spoluhráčka            | soupeřky ve finále                           | výsledek              |
| ---------- | --- | ----------------- | ------------------------------------- | -------------- | --------- | ---------------------- | -------------------------------------------- | --------------------- |
| Finalistka | 1.  | 3. srpna 2013     | Washington, D.C., Spojené státy       | International  | tvrdý     | Eugenie Bouchardová    | Šúko Aojamová Věra Duševinová                | 3–6, 3–6              |
| Finalistka | 2.  | 5. ledna 2019     | Auckland, Nový Zéland                 | International  | tvrdý     | Paige Mary Houriganová | Sofia Keninová Eugenie Bouchardová           | 6–1, 1–6, [7–10]      |
| Vítězka    | 1.  | 12. ledna 2020    | Auckland, Nový Zéland                 | International  | tvrdý     | Asia Muhammadová       | Serena Williamsová Caroline Wozniacká        | 6–4, 6–4              |
| Finalistka | 3.  | 11. září 2022     | US Open, New York, Spojené státy      | Grand Slam     | tvrdý     | Caty McNallyová        | Barbora Krejčíková Kateřina Siniaková        | 6–3, 5–7, 1–6         |
| Vítězka    | 2.  | 7. ledna 2023     | Adelaide, Austrálie                   | WTA 500        | tvrdý     | Asia Muhammadová       | Storm Hunterová Kateřina Siniaková           | 6–2, 7–6(7–2)         |
| Vítězka    | 3.  | 13. ledna 2023    | Adelaide, Austrálie (2)               | WTA 500        | tvrdý     | Luisa Stefaniová       | Anastasija Pavljučenkovová Jelena Rybakinová | 7–5, 7–6(7–3)         |
| Finalistka | 4.  | 2. dubna 2023     | Miami, Spojené státy                  | WTA 1000       | tvrdý     | Leylah Fernandezová    | Coco Gauffová Jessica Pegulaová              | 6–7(6–8), 2–6         |
| Finalistka | 5.  | 11. června 2013   | French Open, Paříž, Francie           | Grand Slam     | antuka    | Leylah Fernandezová    | Sie Šu-wej Wang Sin-jü                       | 6–1, 6–7(5–7), 1–6    |
| Vítězka    | 4.  | 19. srpna 2023    | Cincinnati, Spojené státy             | WTA 1000       | tvrdý     | Alycia Parksová        | Nicole Melichar-Martinezová Ellen Perezová   | 6–7(1–7), 6–4, [10–6] |
| Vítězka    | 5.  | 12. ledna 2024    | Adelaide, Austrálie (3)               | WTA 500        | tvrdý     | Beatriz Haddad Maiová  | Caroline Garciaová Kristina Mladenovicová    | 7–5, 6–3              |
| Vítězka    | 6.  | 13. července 2024 | Wimbledon, Londýn, Spojené království | Grand Slam     | tráva     | Kateřina Siniaková     | Gabriela Dabrowská Erin Routliffeová         | 7–6(7–5), 7–6(7–1)    |
| Vítězka    | 7.  | 3. srpna 2024     | Washington, Spojené státy             | WTA 500        | tvrdý     | Asia Muhammadová       | Ťiang Sin-jü Wu Fang-sien                    | 7–6(7–0), 6–3         |
| Finalistka | 6.  | 9. listopadu 2024 | Rijád, Saúdská Arábie                 | Turnaj mistryň | tvrdý (h) | Kateřina Siniaková     | Gabriela Dabrowská Erin Routliffeová         | 5–7, 3–6              |
| Vítězka    | 8.  | 26. ledna 2025    | Australian Open, Melbourne, Austrálie | Grand Slam     | tvrdý     | Kateřina Siniaková     | Sie Šu-wej Jeļena Ostapenková                | 6–2, 6–7(4–7), 6–3    |
| Vítězka    | 9.  | 22. února 2025    | Dubaj, Spojené arabské emiráty        | WTA 1000       | tvrdý     | Kateřina Siniaková     | Sie Šu-wej Jeļena Ostapenková                | 7–6(7–5), 6–4         |
| Vítězka    | 10. | 26. července 2025 | Washington, Spojené státy (2)         | WTA 500        | tvrdý     | Čang Šuaj              | Caroline Dolehideová Sofia Keninová          | 6–1, 6–1              |
| Finalistka | 7.  | 6. srpna 2025     | Montréal, Kanada                      | WTA 1000       | tvrdý     | Čang Šuaj              | Coco Gauffová McCartney Kesslerová           | 4–6, 6–1, [11–13]     |

## Finále série WTA 125
| Legenda                  |
| ------------------------ |
| D – dvouhra; Č – čtyřhra |
| WTA 125 (0–1 D; 2–2 Č)   |

### Dvouhra: 1 (0–1)
| Stav       | č. | datum       | turnaj            | povrch | soupeřka ve finále | výsledek |
| ---------- | -- | ----------- | ----------------- | ------ | ------------------ | -------- |
| Finalistka | 1. | květen 2023 | Florencie, Itálie | antuka | Jasmine Paoliniová | 3–6, 5–7 |

### Čtyřhra: 4 (2–2)
| Stav       | č. | datum          | turnaj                       | povrch | spoluhráčka         | soupeřky ve finále                   | výsledek      |
| ---------- | -- | -------------- | ---------------------------- | ------ | ------------------- | ------------------------------------ | ------------- |
| Vítězka    | 1. | 4. března 2018 | Indian Wells, Spojené státy  | tvrdý  | Yanina Wickmayerová | Jennifer Bradyová Vania Kingová      | 6–4, 6–4      |
| Finalistka | 1. | leden 2019     | Newport Beach, Spojené státy | tvrdý  | Yanina Wickmayerová | Hayley Carterová Ena Šibaharaová     | 3–6, 6–7(1–7) |
| Finalistka | 2. | březen 2019    | Indian Wells, Spojené státy  | tvrdý  | Yanina Wickmayerová | Kristýna Plíšková Jevgenija Rodinová | 6–7(7–9), 4–6 |
| Vítězka    | 2. | březen 2020    | Indian Wells, Spojené státy  | tvrdý  | Asia Muhammadová    | Jessica Pegulaová Caty McNallyová    | 6–4, 6–4      |

## Finále na okruhu ITF
| Dotace turnajů okruhu ITF | Dotace turnajů okruhu ITF |
| ------------------------- | ------------------------- |
| 100 000 $ tournaments     | 80 000 $ tournaments      |
| 75 000 $ tournaments      | 60 000 $ tournaments      |
| 50 000 $ tournaments      | 25 000 $ tournaments      |
| 15 000 $ tournaments      | 10 000 $ tournaments      |

### Dvouhra: 15 (12–3)
| Stav       | č.  | datum              | turnaj                              | povrch | soupeřka ve finále        | výsledek      |
| ---------- | --- | ------------------ | ----------------------------------- | ------ | ------------------------- | ------------- |
| Vítězka    | 1.  | 27. dubna 2014     | Charlottesville, Spojené státy      | antuka | Montserrat Gonzálezová    | 6–2, 6–3      |
| Vítězka    | 2.  | 4. května 2014     | Indian Harbour Beach, Spojené státy | antuka | Julia Putincevová         | 6–1, 6–1      |
| Finalistka | 1.  | 24. dubna 2016     | Dothan, Spojené státy               | antuka | Rebecca Petersonová       | 4–6, 2–6      |
| Vítězka    | 3.  | 30. dubna 2016     | Charlottesville, Spojené státy      | antuka | Grace Minová              | 7–5, 6–1      |
| Finalistka | 2.  | 8. května 2016     | Indian Harbour Beach, Spojené státy | antuka | Jennifer Bradyová         | 3–6, 5–7      |
| Finalistka | 3.  | 20. května 2017    | Naples, Spojené státy               | antuka | Sofja Žuková              | 4–6, 6–7(3–7) |
| Winner     | 4.  | 15. října 2017     | Sumter, Spojené státy               | tvrdý  | Ulrikke Eikeriová         | 6–2, 6–1      |
| Vítězka    | 5.  | 22. října 2017     | Florence, Spojené státy             | tvrdý  | Ysaline Bonaventureová    | 6–1, 7–5      |
| Vítězka    | 6.  | 12. listopadu 2017 | Waco, Spojené státy                 | tvrdý  | Ajla Tomljanovićová       | 6–3, 2–6, 6–2 |
| Vítězka    | 7.  | 22. dubna 2018     | Dothan, Spojené státy               | antuka | Mariana Duqueová Mariñová | 6–2, 2–6, 6–1 |
| Vítězka    | 8.  | 6. května 2018     | Charleston, Spojené státy           | antuka | Madison Brengleová        | 6–0, 6–4      |
| Vítězka    | 9.  | 17. června 2018    | Sumter, Spojené státy               | tvrdý  | Alizé Limová              | bez boje      |
| Vítězka    | 10. | květen 2019        | Charleston, Spojené státy (2)       | antuka | Whitney Osuigweová        | 6–4, 6–4      |
| Vítězka    | 11. | květen 2022        | Charleston, Spojené státy (3)       | antuka | Wang Si-jü                | 6–3, 6–2      |
| Vítězka    | 12. | říjen 2022         | Tyler, Spojené státy                | tvrdý  | Jüan Jüe                  | 6–4, 6–2      |

### Čtyřhra (17 titulů)
| č.  | datum              | turnaj                              | povrch    | spoluhráčka           | soupeřky ve finále                         | výsledek                |
| --- | ------------------ | ----------------------------------- | --------- | --------------------- | ------------------------------------------ | ----------------------- |
| 1.  | 27. dubna 2014     | Charlottesville, Spojené státy      | antuka    | Asia Muhammadová      | Irina Falconiová Maria Sanchezová          | 6–3, 6–1                |
| 2.  | 4. května 2014     | Indian Harbour Beach, Spojené státy | antuka    | Asia Muhammadová      | Jan Abazová Sanaz Marandová                | 6–2, 6–1                |
| 3.  | 31. října 2014     | Toronto, Kanada                     | tvrdý (h) | Maria Sanchezová      | Gabriela Dabrowská Tatjana Mariová         | 7–5, 4–6, [15–13]       |
| 4.  | 10. května 2015    | Indian Harbour Beach, Spojené státy | antuka    | Maria Sanchezová      | Alexandra Stevensonová Angelina Gabujevová | 6–0, 6–1                |
| 5.  | 28. února 2016     | Rancho Santa Fe, Spojené státy      | tvrdý     | Asia Muhammadová      | Jessica Pegulaová Carol Zhaová             | 6–3, 6–4                |
| 6.  | 3. dubna 2016      | Osprey, Spojené státy               | tvrdý     | Asia Muhammadová      | Louisa Chiricová Katerina Stewartová       | 6–1, 6–7 (5–7) , [10–4] |
| 7.  | 16. dubna 2016     | Pelham, Spojené státy               | antuka    | Asia Muhammadová      | Sophie Changová Caitlin Whoriskeyová       | 6–2, 6–3                |
| 8.  | 24. dubna 2016     | Dothan, Spojené státy               | antuka    | Asia Muhammadová      | Caitlin Whoriskeyová Keri Wongová          | 6–0, 6–1                |
| 9.  | 30. dubna 2016     | Charlottesville, Spojené státy      | antuka    | Asia Muhammadová      | Alexandra Panovová Shelby Rogersová        | 7–6(7–4), 6–0           |
| 10. | 30. října 2016     | Macon, Spojené státy                | tvrdý     | Michaëlla Krajiceková | Sabrina Santamariová Keri Wongová          | 3–6, 6–2, [10–6]        |
| 11. | 6. listopadu 2016  | Scottsdale, Spojené státy           | tvrdý     | Ingrid Neelová        | Samantha Crawfordová Melanie Oudinová      | 6–4, 6–3                |
| 12. | 12. listopadu 2016 | Waco, Spojené státy                 | tvrdý     | Michaëlla Krajiceková | Mihaela Buzărnescuová Renata Zarazúová     | bez boje                |
| 13. | 15. října 2017     | Sumter, Spojené státy               | tvrdý     | Jessica Pegulaová     | Alexandra Muellerová Caitlin Whoriskeyová  | 4–6, 7–5, [10–5]        |
| 14. | 21. října 2017     | Florence, Spojené státy             | tvrdý     | Maria Sanchezová      | Tara Mooreová Amra Sadikovicová            | 6–1, 6–2                |
| 15. | 4. listopadu 2017  | Tyler, Spojené státy                | tvrdý     | Jessica Pegulaová     | Jamie Loebová Rebecca Petersonová          | 6–4, 6–1                |
| 16. | duben 2019         | Charlottesville, Spojené státy (3)  | antuka    | Asia Muhammadová      | Lucie Hradecká Katarzyna Kawaová           | 4–6, 7–5, [10–3]        |
| 17. | květen 2019        | Charleston, Spojené státy           | antuka    | Asia Muhammadová      | Madison Brengleová Lauren Davisová         | 6–2, 6–2                |

## Finále na juniorském Grand Slamu

### Dvouhra juniorek: 2 (1–1)
| Stav       | rok  | turnaj          | povrch | soupeřka ve finále | výsledek      |
| ---------- | ---- | --------------- | ------ | ------------------ | ------------- |
| Vítězka    | 2012 | Australian Open | tvrdý  | Julia Putincevová  | 6–1, 3–6, 6–3 |
| Finalistka | 2013 | Wimbledon       | tráva  | Belinda Bencicová  | 4–6, 6–1, 6–4 |

### Čtyřhra juniorek: 4 (3–1)
| Stav       | rok  | turnaj          | povrch | spoluhráčka          | soupeřky ve finále                  | výsledek         |
| ---------- | ---- | --------------- | ------ | -------------------- | ----------------------------------- | ---------------- |
| Finalistka | 2011 | US Open         | tvrdý  | Gabrielle Andrewsová | Irina Chromačovová Demi Schuursová  | 6–4, 5–7, [10–5] |
| Vítězka    | 2012 | Australian Open | tvrdý  | Gabrielle Andrewsová | Irina Chromačovová Danka Kovinićová | 5–7, 7–5, 10–6   |
| Vítězka    | 2012 | Wimbledon       | tráva  | Eugenie Bouchardová  | Belinda Bencicová Ana Konjuhová     | 6–4, 6–3         |
| Vítězka    | 2012 | US Open         | tvrdý  | Gabrielle Andrewsová | Belinda Bencicová Petra Uberalová   | 6–4, 6–3         |